# La circolazione del sangue
La circolazione del sangue è un romanzo di Tiziano Sclavi. 

## Edizioni
- Tiziano Sclavi, La circolazione del sangue, prima ed., collana Fantasia e memoria, Camunia, 1995,  p. 338, ISBN 88-7767-112-2.